# Wybrzeże Gdańsk
El Wybrzeże Gdańsk es un equipo profesional de balonmano polaco, afincado en la ciudad de Gdansk, siendo hasta la fecha el tercer club con más títulos de liga polaco tras Śląsk Wrocław y el KS Vive Kielce.
El club fue fundado en 1945 con secciones de boxeo, motociclismo, fútbol, voleibol y ciclismo. En 1951 se incorporaría la sección de balonmano masculino y un año después lo haría la de balonmano femenino. En la actualidad solamente se mantienen operativas las secciones de motociclismo y la de balonmano, habiendo estado esta última inactiva durante un período de siete años entre 2003 y 2010.

## Palmarés
- Liga de Polonia:
  - Campeón (10): 1966, 1984, 1985, 1986, 1987, 1988, 1991, 1992, 2000, 2001

## Plantilla 2024-25
|  | Porteros - 07 Mateusz Zembrzycki - 41 Kornel Poźniak Extremos izquierdos - 21 Piotr Papaj - 44 Mikołaj Czapliński Extremos derechos - 10 Patryk Siekierka - 17 Mateusz Góralski Pívots - 08 Michał Peret - 32 Nejc Žmavc - 52 Damian Domagała | Laterales izquierdos - 09 Rafał Stępień - 15 Jianjie Zhang - 99 Patryk Niedzielenko Centrales - 34 Marcin Pepliński - 42 Jakub Będzikowski - 77 Maciej Papina Laterales derechos - 25 Ionuț Stǎnescu - 30 Wiktor Tomczak |